# Ляхіджан (шагрестан)
Ляхіджан (перс. لاهیجان) — шагрестан в Ірані, в остані Ґілян. За даними перепису 2006 року, його населення становило 161491 особу, які проживали у складі 48075 сімей.

## Бахші
До складу шагрестану входять такі бахші: 
- Рудбоне
- Центральний